# Farzaneh Taidi
Farzaneh Taidi (en persa: فرزانه تأییدی‎; también escrito Ta'yidi o Tayidi, 1945 – 23 de marzo de 2020) fue una actriz de teatro y cine iraní.  Tras estudiar teatro e interpretación en Los Ángeles, debutó en la controvertida película, Hashtoumine Rooze Haffteh (literalmente: The Eighth Day of the Week), una de las primeras películas iraníes protagonizadas por una mujer. Por su papel en esta película ganó el premio Seppas a "Best Actress" en el Tehran International Film Festival.

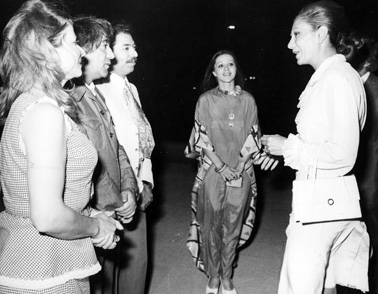
La emperatriz Farah Pahlavi hablando con los artistas Farzaneh Taidi, Ali Nasirian, y Ezzatolah Entezami en el Shiraz Arts Festival

## Películas
| Año  | Título                     | Título en persa                         | Papel             |
| ---- | -------------------------- | --------------------------------------- | ----------------- |
| 1971 | The Hell + me              | جهنم + من Jahannam be Ezafe-ye Man      | Zari              |
| 1972 | The Eighth Day of the Week | هشتمین روز هفته Hashtomin Ruz-e Hafteh  | Leili             |
| 1972 | The Soil                   | خاک Xak                                 | Shokat            |
| 1974 | Salat-e Zohr               | صلات ظهر Salat-e Zohr                   | Suri              |
| 1976 | The Dealers                | واسطه‌ها Vaaseteh-ha                     | Mohtaram          |
| 1976 | A Cry Under Water          | فریاد زیر آب Faryad Zir-e Ab            | Azar              |
| 1976 | The Journey of the Stone   | سفر سنگ Safar-e Sang                    | Cleric's daughter |
| 1981 | My Heritage, Insanity      | میراث من جنون Miraas-e Man jonun        | Goli              |
| 1991 | Not Without My Daughter    | بدون دخترم هرگز Bedun-e Doxtaram Hargez | Shahin            |